# Кенгуру (Marvel Comics)
Кенгуру (англ. Kangaroo) — псевдоним нескольких суперзлодеев американских комиксов издательства Marvel Comics.
Фрэнк Оливер (англ. Frank Oliver) родился в Австралии, где большую часть своей жизни провёл вместе с кенгуру, проникнувшись их образом жизни вплоть до того, что научился прыгать на большие расстояния, как они. Оливер начал преступную карьеру, однако не смог достичь какого-либо успеха, так как его остановил супергерой Человек-паук. Персонаж дебютировал в комиксе Amazing Spider-Man #81 (февраль 1970) и был создан Стэном Ли, Джоном Ромитой-старшим и Джоном Бьюсемой.
После смерти Оливера, вторым Кенгуру стал Брайан Хиббс (англ. Brian Hibbs), который боготворил своего предшественника вплоть до того, что потратил годы на изучение его боевого стиля. Он носит специальный костюм, который усиливает его физические характеристики в комплекте с пушкой в сумке и цепким хвостом. В отличие от Оливера, который создавался как представитель на тот момент популярной в США австралийской культуры, Хиббс считается абсурдным персонажем.

## Альтернативные версии

### Ultimate Marvel
Во вселенной Ultimate Marvel Фрэнк Оливер является гангстером, который пытается захватить территорию Кингпина. Супергерои Человек-паук и Сорвиголова помогают офицеру Джин Девулфф арестовать его, однако, во время задержания Оливера, коррумпированную Девулфф убивает Каратель. Выйдя на свободу, Оливер сталкивается с новым Человеком-пауком и проигрывает ему.

## Вне комиксов

### Телевидение
- Фрэнк Оливер / Кенгуру появляется в мультсериале «Люди Икс» (1992) в роли одного из жителей Астероида М и сторонника Магнето.
- Брайан Хиббс / Кенгуру появляется в мультсериале «Великий Человек-паук» (2012).